# Дулибы (Тернопольская область)
Дулибы (укр. Дуліби) — село в Бучачской городской общине Чортковского района Тернопольской области Украини.
До 2020 года входило в Бучачский район.
Код КОАТУУ — 6121282201. Население по переписи 2001 года составляло 855 человек.

## Географическое положение
Село Дулибы находится на левом берегу реки Стрыпа,
выше по течению на расстоянии в 1 км расположено село Новосёлка,
ниже по течению на расстоянии в 2,5 км расположено село Жнибороды.

## Объекты социальной сферы
- Школа I—II ст.
- Детский сад.
- Дом культуры.
- Фельдшерско-акушерский пункт.